# Tom Henderson
Thomas Edward "Tom" Henderson (Newberry, Južna Karolina, 26. siječnja 1952.) umirovljeni je američki profesionalni košarkaš. Igrao je na poziciji bek šutera, a izabran je u 1. krugu (7. ukupno) NBA drafta 1974. od strane Atlanta Hawksa.

## NBA karijera
Izaban je kao 7. izbor NBA drafta od strane Atlanta Hawksa. U dresu Atlante zadržao se dvije sezone te je na kraju sezone 1976./77. mijenjan u Washington Bulletse. U Bulletsima, odigrao je tri solidne sezone, s najvišim prosjekom od 13.5 poena, te je osvojio i NBA prsten. Krajem sezone 1979./80. Henderson je mijenjan u Houston Rocketse gdje je 1983. godine i umirovio. Tijekom višegodišnje NBA karijere, Henderson je postigao 6,088 poena i 3,136 asistencija.

## Vanjske poveznice
- Profil  Arhivirana inačica izvorne stranice od 1. listopada 2020. (Wayback Machine) na Basketball-Reference.com